# 茨城県立石岡第二高等学校
茨城県立石岡第二高等学校（いばらきけんりつ いしおかだいにこうとうがっこう）は、茨城県石岡市府中にある県立高等学校。校訓は貞節・勤倹・和順。

## 設置学科
コース選択は2年生進級時に行う。
- 普通科
  - Aコース（就職・進学）
  - Bコース（進学）
- 生活デザイン科
  - フードデザインコース
  - ヒューマンサービスコース

## 概要
1949年（昭和24年）に男女共学化したが、事実上女子校として続き、男子生徒の受け入れを始めたのは1996年（平成8年）のことである。2011年（平成23年）現在でも生活デザイン科は女子のみとなっている。

## 沿革
- 1912年（明治45年）
  - 2月13日 - 文部省視学官小西重直より設置認可の電報が到着する[5]。
  - 4月6日 - 初代校長に石岡男子部尋常高等小学校の校長であった木村安五郎が着任[5]。
  - 4月20日 - 石岡実科高等女学校の第1回入学式を挙行[5]。この日を創立記念日とする。石岡女子部尋常高等小学校を借用して授業を開始[5]。修業年限は2年で、家事・裁縫を中心に修身・国語・数学・農業・体操の授業を行った[6]。
- 1916年（大正5年） - 修業年限を3年に延長し、定員を150名とする[6]。
- 1922年（大正11年） - 修業年限を4年に延長し、定員を200名とする[6]。
- 1924年（大正13年） - 随意科目として英語の授業を開始[7]。
- 1935年（昭和10年）4月 - 新校地を国分町の現在地に決定し、翌1936年（昭和11年）から校地の買収と校舎建設を開始[8]。
- 1936年（昭和11年） - 定員を400名に増員[8]。
- 1937年（昭和12年）
  - 4月7日 - 校舎が竣工[8]。
  - 5月23日 - 開校式を挙行[8]。
- 1938年（昭和13年）
  - 1月22日 - 茨城県から県立移管が承認される[9]。石岡高女より後で開校した太田高女・古河高女・助川高女に遅れての県立移管となった[8]。
  - 4月1日 - 茨城県立石岡高等女学校に改称[9]。
  - 4月27日 - 県立昇格祝賀式を挙行[9]。
- 1942年（昭和17年） - 3・4年生の英語の授業が停止される[10]。
- 1944年（昭和19年） - 日立市に3・4年生が学徒動員され、日立製作所で旋盤などに従事する[11]。
- 1945年（昭和20年）
  - 6月4日 - 石岡高女に日立製作所の一部が疎開し、工場開きを挙行[12]。
  - 7月18日 - 日立製作所の工場が石岡に移ったため、日立市に動員されていた生徒が石岡に帰省[12]。
- 1946年（昭和21年）11月19日 - 人間宣言を行った昭和天皇が来校[13]。
- 1948年（昭和23年） - 茨城県立石岡女子高等学校に改称[3]。
- 1949年（昭和24年）4月1日 - 茨城県立石岡第二高等学校に改称、男女共学化[3]。
- 2007年（平成19年）4月1日 - 家政科を生活デザイン科に改編[4]。

## 部活動
| 運動部 - 弓道部 - 剣道部 - サッカー部 - ソフトテニス部 - ソフトボール部 - 卓球部 - バスケットボール部 - バドミントン部 - バレーボール部 - 陸上競技部 | 文化部 - アニメ漫画部 - 園芸部 - 演劇部 - 華道部 - ギター部 - 茶道部 - 写真部 - 書道部 - 吹奏楽部 - 美術部 - クッキング同好会 - コンピュータ同好会 - ファッションデザイン同好会 |

## 交通
- JR常磐線石岡駅より
  - 徒歩約15分（約1.4km）。
  - 関東鉄道バス・関鉄グリーンバス乗車、石岡二高前下車、すぐ。

## 周辺
- 石岡市府中地区公民館
- 常陸国分寺
- 石岡若松郵便局